# Roberto Tardito
Roberto Tardito (Ivrea, 17 marzo 1984) è un musicista, cantautore e biografo italiano.
Ha realizzato diversi album da solista, tra cui alcuni progetti sperimentali legati al recupero della tradizione musicale europea. Ha partecipato al progetto WE7 di Peter Gabriel.

## Biografia
Nel 2007 pubblica l'album Controvento, con la collaborazione di Angelo Adamo, Giorgio Cordini, Alberto Guareschi, Agostino Marangolo, Antonio Marangolo, Pier Michelatti, Vincenzo Zitello che gli permette di entrare, primo italiano, nell'ambito del progetto WE7 promosso da Peter Gabriel.
Tra il 2007 e il 2008 tiene una serie di concerti attraverso la piattaforma virtuale Second Life: 116 date e oltre 45.000 spettatori. Questo riscontro da parte del pubblico fa sì che il concerto del 12 aprile 2008 venga trasmesso in diretta sulla piattaforma virtuale di Mediaset e quello del 14 giugno a Dresda venga trasmesso in diretta dalla radio pubblica tedesca.
Nel corso del 2008 esce Distanze, un album di musica sperimentale. A dicembre dello stesso anno viene pubblicato l'album Otrebor (Altri peccati di gioventù), promosso in Italia con un breve tour di 19 date.
Nel 2010 Tardito scrive per Arcana Edizioni la biografia ufficiale di Angelo Branduardi Cercando l'oro, realizzata con la collaborazione dell'artista lombardo. Quasi contemporaneamente viene pubblicato Se fossi Dylan, del quale esce anche la versione inglese If I Were Dylan. L'album è prodotto dallo stesso Tardito con la collaborazione di musicisti provenienti da vari paesi (Stati Uniti, Francia, Algeria, Bulgaria, Germania) . Segue una serie di concerti che toccano 35 delle principali città italiane.
Il 2011 vede la pubblicazione di Retrospettiva, antologia composta da brani eseguiti in una nuova versione, e di Porto Argo, album di inediti contenente un brano composto da Vincenzo Zitello. In seguito alle due pubblicazioni prende vita il primo tour europeo dell'artista piemontese, che tocca Italia, Francia, Svizzera, Belgio, Germania e Slovenia.
A maggio del 2012 viene pubblicato Punto di fuga, realizzato con la collaborazione di musicisti europei e americani, tra i quali Riccardo Galardini, Steve Cooper, Peter Sitka, Nathan Steers e Carlos Meza. I 22 concerti del tour italiano e gli 11 del breve tour europeo occupano la seconda parte dell'anno e la prima del successivo, portando nella penisola un concerto diviso in due parti e arricchito da una particolare scenografia disegnata da Alessandro Mino.
Nel 2014 vede la luce Era una gioia appiccare il fuoco, album prodotto da Fabrizio Barale e dallo stesso Roberto Tardito, realizzato con la collaborazione di Claudio Fossati, Riccardo Galardini, Max Gelsi, Guido Guglielminetti, Simone Lombardo, Milen Slavov. Il progetto segna una svolta nella produzione dell'artista, i cui suoni si fanno meno morbidi e più definiti. Nell'anno successivo, durante il periodo caratterizzato dal tour di presentazione dell'ultimo lavoro, esce il singolo Try (Prova a rialzarti e vai, cover italiana del brano di Pink uscito alcuni anni prima e adattato in italiano dallo stesso Tardito.
Dopo un anno di pausa, nel 2017 Tardito pubblica Aquarium, un album completamente acustico, composto da brani già pubblicati e realizzato con Fabrizio Barale, Riccardo Galardini, Max Gelsi e Vincenzo Zitello. A partire dal luglio dello stesso anno e fino alla metà del 2019 Tardito tiene una lunga serie di concerti in Europa, toccando Italia, Svizzera, Germania, Francia, Inghilterra e Scozia. Nel 2018 una parte del tour viene dedicata alla riproposizione dei dieci brani contenuti nel Llibre Vermell de Montserrat, orchestrati secondo lo stile dell'artista ed eseguiti in alcune cattedrali e chiese europee.
Nel 2021 viene pubblicato Tutto ciò che non vuoi sapere, album contenente undici brani inediti e realizzato con una nuova band, composta da musicisti statunitensi ed europei tra i quali Vanja Grastić, Nicolas Wade, Scott Gravin, Liron Dan, Tyler Jewell e Brian Craven. Il tour di presentazione del nuovo lavoro, inizialmente previsto per la seconda parte del 2021, viene annullato a causa del protrarsi della pandemia di COVID-19, subito dopo il concerto romano di apertura.

## Discografia

### Album
- 2007 - Controvento
- 2008 - Distanze
- 2008 - Otrebor - Altri peccati di gioventù
- 2010 - Se fossi Dylan
- 2011 - Porto Argo
- 2012 - Punto di fuga
- 2014 - Era una gioia appiccare il fuoco
- 2017 - Aquarium
- 2021 - Tutto ciò che non vuoi sapere
- 2024 - I

### EP
- 2012 - The last days of summer

### Singoli
- 2011 - Tirreno
- 2011 - Sogno di una notte di mezza estate
- 2012 - Iris
- 2012 - Maria è nuda
- 2014 - Era una gioia appiccare il fuoco
- 2015 - Try (Prova a rialzarti e vai)
- 2021 - Tutto ciò che non vuoi sapere
- 2023 - Un quarto di limone
- 2024 - Pensiero stupendo
- 2025 - Legata a un granello di sabbia

### Raccolte
- 2011 - Retrospettiva
- 2012 - Fine primo tempo

## Biografie
- 2010 - Angelo Branduardi. Cercando l'oro (Arcana Edizioni)
- 2022 - Angelo Branduardi. Il viaggiatore (Edizioni Lindau)
- 2023 - Franco Battiato. Lascia tutto e seguiti (Edizioni Lindau)
- 2023 - Ivan Graziani. Tutto questo cosa c'entra con il R. & R.? (MTR)